# Leptopoecile elegans
Chapim-elegante ou chapim-rabilongo-elegante (Leptopoecile elegans) é uma espécie de ave da família Aegithalidae.
Pode ser encontrada nos seguintes países: China e possivelmente na Índia.
Os seus habitats naturais são: florestas boreais.